# Németh Adél (labdarúgó, 2005)
Németh Adél (Sárvár, 2005. március 18. –) magyar női korosztályos válogatott labdarúgó, a Haladás-Viktória csatára.

## Pályafutása

### Klubcsapatokban
A Haladás-Viktóriához 12 évesen került és az utánpótlásra épülő szombathelyi gárdában 15 évesen már az élvonalban is szerepelhetett, miután az ifik között 51 meccsen 92 gólt szerzett.
A 2020–21-es idényben debütált az élvonalban, bár klubjában ugyan több alkalommal is a középpályán kap lehetőséget hamar a csapat egyik alapemberévé nőtte ki magát.

### A válogatottban
Részt vett az U17-es utánpótlás válogatott 2022-es Eb-selejtező mérkőzésein. Bemutatkozására 2021. október 9-én Írország ellen került sor.
Egy évvel később pedig egy korosztállyal feljebb is léphetett, a walesi válogatottal szemben aratott 3–0-ás győzelem alkalmával. A 19 éven aluliakkal részt vett és tornagyőzelemmel térhetett haza a 2023 februárjában lezajlott spanyolországi felkészülési tornáról.

## Sikerei

### A válogatottban
- U19-es Pinatar-kupa győztes (1): 2023[11]

## Statisztikái

### Klubcsapatokban
2023. április 1-jével bezárólag
| Klub             | Szezon           | Bajnokság | Bajnokság | Kupa  | Kupa | Nemzetközi | Nemzetközi | Össz. | Össz. |
| Klub             | Szezon           | Mérk.     | Gól       | Mérk. | Gól  | Mérk.      | Gól        | Mérk. | Gól   |
| ---------------- | ---------------- | --------- | --------- | ----- | ---- | ---------- | ---------- | ----- | ----- |
| Haladás-Viktória | 2020–21          | 16        | 0         | 1     | 0    | 0          | 0          | 17    | 0     |
| Haladás-Viktória | 2021–22          | 21        | 1         | 3     | 0    | 0          | 0          | 24    | 1     |
| Haladás-Viktória | 2022–23          | 13        | 3         | 3     | 0    | 0          | 0          | 16    | 3     |
| Haladás-Viktória | Összesen         | 50        | 4         | 7     | 0    | 0          | 0          | 57    | 4     |
| Karrier összesen | Karrier összesen | 57        | 4         | 7     | 0    | 0          | 0          | 57    | 4     |